# Boothapandi
Boothapandi é uma panchayat (vila) no distrito de Kanniyakumari , no estado indiano de Tamil Nadu.

## Demografia
Segundo o censo de 2001,  Boothapandi  tinha uma população de 14,721 habitantes. Os indivíduos do sexo masculino constituem 50% da população e os do sexo feminino 50%. Boothapandi tem uma taxa de literacia de 82%, superior à média nacional de 59.5%; with male literacy of 84% and female literacy of 79%. 9% da população está abaixo dos 6 anos de idade.